# واترلو (آلبوم)
| بررسی انتقادی              | بررسی انتقادی |
| منبع                       | رتبه‌بندی      |
| -------------------------- | ------------- |
| آل‌میوزیک                   | [ ۱ ]         |
| دانشنامه موسیقی عامه‌پسند   | [ ۲ ]         |
| راهنمای آلبوم رولینگ استون | [ ۳ ]         |

واترلو (انگلیسی: Waterloo) دومین آلبوم استودیویی ابرگروه سوئدی موسیقی پاپ آباست که در ۴ مارس ۱۹۷۴ در سوئد منتشر شد. آبا با خواندن ترانهٔ همنام با آلبوم یعنی «واترلو» در مسابقه آواز یوروویژن ۱۹۷۴ برندهٔ جایزهٔ اول شد و همین موضوع، شهرت و موفقیت بین‌المللی آنها را در پی داشت.

## فهرست ترانه‌ها
| روی اول | روی اول                             | روی اول                               | روی اول |
| شماره   | نام                                 | نویسنده(ها)                           | مدت     |
| ------- | ----------------------------------- | ------------------------------------- | ------- |
| ۱.      | «واترلو» (نسخهٔ سوئدی‌زبان)           | بنی آندِشون بیورن اولویوس استیگ آندِشون | ۲:۴۵    |
| ۲.      | «نشسته در پام‌تری»                   | بنی آندِشون بیورن اولویوس              | ۳:۳۹    |
| ۳.      | «ترانه کینگ کونگ»                   | بنی آندِشون بیورن اولویوس              | ۳:۱۴    |
| ۴.      | «خدا نگهدار»                        | بنی آندِشون بیورن اولویوس استیگ آندِشون | ۳:۰۵    |
| ۵.      | «مامانم گفت»                        | بنی آندِشون بیورن اولویوس              | ۳:۱۴    |
| ۶.      | «برقص (تا موقعی که موسیقی برقراره)» | بنی آندِشون بیورن اولویوس              | ۳:۰۵    |

| روی دوم    | روی دوم                                | روی دوم                               | روی دوم |
| شماره      | نام                                    | نویسنده(ها)                           | مدت     |
| ---------- | -------------------------------------- | ------------------------------------- | ------- |
| ۷.         | «هانی، هانی»                           | بنی آندِشون بیورن اولویوس استیگ آندِشون | ۲:۵۶    |
| ۸.         | «مراقب باش»                            | بنی آندِشون بیورن اولویوس              | ۳:۴۹    |
| ۹.         | «لیوینگستون چطور؟»                     | بنی آندِشون بیورن اولویوس              | ۲:۵۴    |
| ۱۰.        | «ترانه عاشقانه‌ام را برایت خواهم خواند» | بنی آندِشون بیورن اولویوس              | ۳:۳۵    |
| ۱۱.        | «سوزی پرسه‌زن»                          | بنی آندِشون بیورن اولویوس              | ۳:۱۱    |
| ۱۲.        | «واترلو» (نسخهٔ انگلیسی‌زبان)            | بنی آندِشون بیورن اولویوس استیگ آندِشون | ۲:۴۶    |
| مجموع مدت: | مجموع مدت:                             | مجموع مدت:                            | ۳۸:۱۰   |

| نسخهٔ اصلی منتشرشده در بریتانیا و آمریکا – روی اول | نسخهٔ اصلی منتشرشده در بریتانیا و آمریکا – روی اول | نسخهٔ اصلی منتشرشده در بریتانیا و آمریکا – روی اول |
| شماره                                             | نام                                               | مدت                                               |
| ------------------------------------------------- | ------------------------------------------------- | ------------------------------------------------- |
| ۱.                                                | «واترلو»                                          | ۲:۴۶                                              |
| ۲.                                                | «نشسته در پام‌تری»                                 | ۳:۳۹                                              |
| ۳.                                                | «ترانه کینگ کونگ»                                 | ۳:۱۴                                              |
| ۴.                                                | «خدا نگهدار»                                      | ۳:۰۵                                              |
| ۵.                                                | «مامانم گفت»                                      | ۳:۱۴                                              |
| ۶.                                                | «برقص (تا موقعی که موسیقی برقراره)»               | ۳:۰۵                                              |

| نسخهٔ اصلی منتشرشده در بریتانیا و آمریکا - روی دوم | نسخهٔ اصلی منتشرشده در بریتانیا و آمریکا - روی دوم | نسخهٔ اصلی منتشرشده در بریتانیا و آمریکا - روی دوم | نسخهٔ اصلی منتشرشده در بریتانیا و آمریکا - روی دوم |
| شماره                                             | نام                                               | نویسنده(ها)                                       | مدت                                               |
| ------------------------------------------------- | ------------------------------------------------- | ------------------------------------------------- | ------------------------------------------------- |
| ۷.                                                | «هانی، هانی»                                      |                                                   | ۲:۵۶                                              |
| ۸.                                                | «مراقب باش»                                       |                                                   | ۳:۴۹                                              |
| ۹.                                                | «لیوینگستون چطور؟»                                |                                                   | ۲:۵۴                                              |
| ۱۰.                                               | «ترانه عاشقانه‌ام را برایت خواهم خواند»            |                                                   | ۳:۳۵                                              |
| ۱۱.                                               | «سوزی پرسه‌زن»                                     |                                                   | ۳:۱۱                                              |
| ۱۲.                                               | «رینگ رینگ»                                       | بنی آندِشون بیورن اولویوس استیگ آندِشون             | ۳:۰۰                                              |
| مجموع مدت:                                        | مجموع مدت:                                        | مجموع مدت:                                        | ۳۸:۲۵                                             |

| سی‌دی نسخهٔ ۲۰۰۱ | سی‌دی نسخهٔ ۲۰۰۱                   | سی‌دی نسخهٔ ۲۰۰۱                                          | سی‌دی نسخهٔ ۲۰۰۱ |
| شماره          | نام                              | نویسنده(ها)                                             | مدت            |
| -------------- | -------------------------------- | ------------------------------------------------------- | -------------- |
| ۱۲.            | «رینگ رینگ» (ریمیکس ۱۹۷۴ آمریکا) | بنی آندِشون بیورن اولویوس استیگ آندِشون نیل سداکا فیل کُدی | ۳:۰۶           |
| ۱۳.            | «واترلو» (نسخهٔ سوئدی‌زبان)        | بنی آندِشون بیورن اولویوس استیگ آندِشون                   | ۲:۴۵           |
| ۱۴.            | «هانی، هانی» (نسخهٔ سوئدی‌زبان)    | بنی آندِشون بیورن اولویوس استیگ آندِشون                   | ۲:۵۹           |

| نسخهٔ سی‌مین سالگرد (ترانه‌های اضافی) | نسخهٔ سی‌مین سالگرد (ترانه‌های اضافی) | نسخهٔ سی‌مین سالگرد (ترانه‌های اضافی)                    | نسخهٔ سی‌مین سالگرد (ترانه‌های اضافی) |
| شماره                              | نام                                | نویسنده(ها)                                           | مدت                                |
| ---------------------------------- | ---------------------------------- | ----------------------------------------------------- | ---------------------------------- |
| ۱۵.                                | «واترلو» (نسخهٔ آلمانی‌زبان)         | بنی آندِشون بیورن اولویوس استیگ آندِشون گرت مولر-شوانکه | ۲:۴۴                               |
| ۱۶.                                | «واترلو» (نسخهٔ فرانسوی‌زبان)        | بنی آندِشون بیورن اولویوس استیگ آندِشون آلن بولیل       | ۲:۴۲                               |

| نسخهٔ سی‌ام سالگرد (دی‌وی‌دی) | نسخهٔ سی‌ام سالگرد (دی‌وی‌دی)                               | نسخهٔ سی‌ام سالگرد (دی‌وی‌دی) |
| شماره                     | نام                                                     | مدت                       |
| ------------------------- | ------------------------------------------------------- | ------------------------- |
| ۱.                        | «واترلو» (مسابقه آواز یوروویژن ۱۹۷۴، بی‌بی‌سی)            | ۲:۴۶                      |
| ۲.                        | «واترلو» (ملودی‌فستیوالن، اس‌وی‌تی)                        | ۲:۵۶                      |
| ۳.                        | «هانی، هانی» (رژه ستارگان، زد.دی. اف)                   | ۳:۱۹                      |
| ۴.                        | «خدا نگهدار» (خانم‌ها و آقایان'، رادیو تلویزیون اسپانیا) | ۳:۰۵                      |

| مجموعه کامل ضبط‌های استودیویی | مجموعه کامل ضبط‌های استودیویی              | مجموعه کامل ضبط‌های استودیویی                                     | مجموعه کامل ضبط‌های استودیویی |
| شماره                        | نام                                       | نویسنده(ها)                                                      | مدت                          |
| ---------------------------- | ----------------------------------------- | ---------------------------------------------------------------- | ---------------------------- |
| ۱۶.                          | «خدا نگهدار» (نسخهٔ اسپانیایی‌زبان)         | بنی آندِشون بیورن اولویوس استیگ آندِشون بادی مک‌کلاسکی مری مک‌کلاسکی | ۳:۰۹                         |
| ۱۷.                          | «رینگ رینگ» ((ریمیکس ۱۹۷۴) (نسخهٔ تک‌آهنگ)) | بنی آندِشون بیورن اولویوس استیگ آندِشون سداکا فیل کُدی              | ۳:۰۸                         |
| ۱۸.                          | «واترلو» (نسخهٔ فرانسوی‌زبان)               | بنی آندِشون بیورن اولویوس استیگ آندِشون آلن بولیل                  | ۲:۴۲                         |

| نسخهٔ دلوکس چهلمین سالگرد (ترانه‌های اضافی) | نسخهٔ دلوکس چهلمین سالگرد (ترانه‌های اضافی) | نسخهٔ دلوکس چهلمین سالگرد (ترانه‌های اضافی)                        | نسخهٔ دلوکس چهلمین سالگرد (ترانه‌های اضافی) |
| شماره                                     | نام                                       | نویسنده(ها)                                                      | مدت                                       |
| ----------------------------------------- | ----------------------------------------- | ---------------------------------------------------------------- | ----------------------------------------- |
| ۱۵.                                       | «واترلو» (نسخهٔ آلمانی‌زبان)                | بنی آندِشون بیورن اولویوس استیگ آندِشون گرت مولر-شوانکه            | ۲:۴۴                                      |
| ۱۶.                                       | «خدا نگهدار» (نسخهٔ اسپانیایی‌زبان)         | بنی آندِشون بیورن اولویوس استیگ آندِشون بادی مک‌کلاسکی مری مک‌کلاسکی | ۳:۰۹                                      |
| ۱۷.                                       | «واترلو» (نسخهٔ فرانسوی‌زبان)               | بنی آندِشون بیورن اولویوس استیگ آندِشون آلن بولیل                  | ۲:۴۲                                      |
| ۱۸.                                       | «رینگ رینگ» ((ریمیکس ۱۹۷۴) (نسخهٔ تک‌آهنگ)) | بنی آندِشون بیورن اولویوس استیگ آندِشون سداکا فیل کُدی              | ۳:۰۸                                      |
| ۱۹.                                       | «واترلو» (میکس جایگزین)                   | بنی آندِشون بیورن اولویوس استیگ آندِشون                            | ۲:۴۵                                      |

| نسخهٔ دلوکس چهلمین سالگرد (دی‌وی‌دی) | نسخهٔ دلوکس چهلمین سالگرد (دی‌وی‌دی)                                                | نسخهٔ دلوکس چهلمین سالگرد (دی‌وی‌دی) |
| شماره                             | نام                                                                              | مدت                               |
| --------------------------------- | -------------------------------------------------------------------------------- | --------------------------------- |
| ۱.                                | «واترلو» (اجرای نخست مسابقه آواز یوروویژن، بی‌بی‌سی)                               | nil                               |
| ۲.                                | «واترلو» (اجرای نخست ملودی‌فستیوالن، اس‌وی‌تی)                                      | nil                               |
| ۳.                                | «واترلو» (اجرای دوم ملودی‌فستیوالن، اس‌وی‌تی)                                       | nil                               |
| ۴.                                | «واترلو» (اجرای پیش‌نمایش مسابقه آواز یوروویژن، اس‌وی‌تی)                           | nil                               |
| ۵.                                | «واترلو» (اجرای دوم مسابقه آواز یوروویژن، بی‌بی‌سی)                                | nil                               |
| ۶.                                | «گفتگو با آنی-فرید و استیگ پس از پیروزی در مسابقه آواز یوروویژن» (گزارش، اس‌وی‌تی) | nil                               |
| ۷.                                | «واترلو» (اجرای نخست بهترین‌های پاپ، بی‌بی‌سی)                                      | nil                               |
| ۸.                                | «هانی، هانی» (دیسکو، زد.دی. اف)                                                  | nil                               |
| ۹.                                | «واترلو» (اجرای دوم بهترین‌های پاپ، بی‌بی‌سی)                                       | nil                               |
| ۱۰.                               | «هانی، هانی» (زیر ذره‌بین، او.آر. اف)                                             | nil                               |
| ۱۱.                               | «واترلو» (نسخهٔ آلمانی‌زبان؛ موسیقی از استودیو بی، ان‌دی‌آر)                         | nil                               |
| ۱۲.                               | «هانی، هانی» (یک دیگ رنگی، تلویزیون جمهوری سوسیالیستی آلمان)                     | nil                               |
| ۱۳.                               | «واترلو» (اجرای سوم بهترین‌های پاپ، بی‌بی‌سی)                                       | nil                               |
| ۱۴.                               | «نگارخانه بین‌المللی جلد آلبوم»                                                   | nil                               |

## جداول موسیقی
| جدول (۱۹۷۴)                           | بالاترین رتبه |
| ------------------------------------- | ------------- |
| آلبوم‌های استرالیا (گزارش موسیقی کنت)  | ۱۸            |
| آلبوم‌های هلندی (جدول‌های هلند)         | ۷۴            |
| آلبوم‌های فنلاند (جدول‌های رسمی فنلاند) | ۲             |
| آلبوم‌های آلمانی (۱۰۰ آلبوم برتر رسمی) | ۶             |
| آلبوم‌های نیوزیلندی (آرام‌ان‌زد)         | ۳۸            |
| آلبوم‌های نروژی (وی‌جی-لیستا)           | ۱             |
| آلبوم‌های سوئدی (برترین‌های سوئد)       | ۱             |
| آلبوم‌های بریتانیا (شرکت جدول‌های رسمی) | ۲۸            |
| بیلبورد ۲۰۰ ایالات متحده              | ۱۴۵           |

| جدول (۲۰۱۴)                           | بالاترین رتبه |
| ------------------------------------- | ------------- |
| آلبوم‌های بلژیکی (اولتراتاپ فلاندرز)   | ۸۳            |
| آلبوم‌های بلژیکی (اولتراتاپ والونیا)   | ۱۵۹           |
| آلبوم‌های سوئدی (برترین‌های سوئد)       | ۴۹            |
| آلبوم‌های بریتانیا (شرکت جدول‌های رسمی) | ۷۱            |

| جدول (۱۹۷۴)                             | رتبه |
| --------------------------------------- | ---- |
| آلبوم‌های آلمان (رتبه‌بندی سرگرمی جی‌اف‌کی) | ۲۴   |

## گواهینامه‌ها و فروش
| منطقه                             | گواهی     | واحد گواهی‌شده/فروش |
| --------------------------------- | --------- | ------------------ |
| استرالیا (آی‌اف‌پی‌آی استرالیا)      | ۲× پلاتین | ۱۰۰٬۰۰۰^           |
| دانمارک (آی‌اف‌پی‌آی)                | نقره      | ۲۵٬۰۰۰             |
| فنلاند (موسیککیتواوتتایات)        | طلا       | ۲۵٬۰۳۵             |
| آلمان (بی‌وی‌ام‌آی)                  | پلاتین    | ۵۰۰٬۰۰۰^           |
| سوئد (گی‌ال‌اف)                     | الماس     | ۳۴۹٬۹۳۸            |
| بریتانیا (بی‌پی‌آی)                 | نقره      | ۶۰٬۰۰۰^            |
| یوگسلاوی                          | نقره      | ۱۸٬۰۰۰             |
| خلاصه‌ها                           |           |                    |
| اروپا                             | —         | ۳٬۰۰۰٬۰۰۰          |
| ^ رقم توزیع تنها بر پایهٔ گواهی‌ها. |           |                    |